# Spoy (Côte-d’Or)
Spoy település Franciaországban, Côte-d’Or megyében. Lakosainak száma 391 fő (2022. január 1.). Spoy Lux, Brognon, Pichanges, Beire-le-Châtel, Flacey és Saint-Julien községekkel határos.

## Népesség
A település népessége az elmúlt években az alábbi módon változott:
| Lakosok száma | 182  | 228  | 246  | 284  | 318  | 345  | 392  | 399  | 401  | 391  |
|               | 1968 | 1982 | 1990 | 2006 | 2013 | 2015 | 2017 | 2019 | 2020 | 2022 |